# Al-Dżunajdijja
Al-Dżunajdijja – wieś w Syrii, w muhafazie Al-Hasaka. W 2004 roku liczyła 786 mieszkańców.